# مسابقه آواز یوروویژن ۱۹۷۳
مسابقه آواز یوروویژن ۱۹۷۳ ۱۸مین دوره از مسابقات آواز یوروویژن بود که در Grand Théâtre، لوکزامبورگ، لوکزامبورگ برگزار شد. برنده آن کشور لوکزامبورگ بود. 